# Sørbymagle Sogn
Sørbymagle Sogn er et sogn i Slagelse-Skælskør Provsti (Roskilde Stift).
Siden 1574 var Kirkerup Sogn anneks til Sørbymagle Sogn. Begge sogne hørte til Vester Flakkebjerg Herred i Sorø Amt. Sørbymagle-Kirkerup sognekommune blev ved kommunalreformen i 1970 indlemmet i Hashøj Kommune, der ved strukturreformen i 2007 indgik i Slagelse Kommune.
I Sørbymagle Sogn ligger Sørbymagle Kirke.
I sognet findes følgende autoriserede stednavne:
- Bøstrup (bebyggelse, ejerlav)
- Bøstrup Overdrev (bebyggelse)
- Falkensteen Skov (areal)
- Falkensteenskov (bebyggelse)
- Flæskenborg Vænge (areal, bebyggelse)
- Grønholt Vænge (bebyggelse)
- Grønhøjskov (bebyggelse)
- Hvilebjerg Vænge (areal, bebyggelse)
- Krogen (bebyggelse)
- Lille Sørby (bebyggelse)
- Rosted (bebyggelse, ejerlav)
- Sønder Overdrev (bebyggelse)
- Søndermark (bebyggelse)
- Sørbymagle (bebyggelse, ejerlav)
- Sørbymagle Overdrev (bebyggelse, ejerlav)
- Tårnholmskov (bebyggelse)
- Vejerbæk (bebyggelse)